# Oracle Spatial
Oracle Spatial costituisce una componente del DBMS Oracle con licenza separata.
Viene usato per gestire dati geografici e di localizzazione in maniera nativa all'interno del database Oracle, potenzialmente supportando un'ampia gamma di applicazioni come i Sistemi Informativi Geografici (GIS).

## Composizione
Oracle Spatial fornisce uno schema logico SQL (chiamato MDSYS, dove MD sta per Multi Dimensionale) e funzioni che semplificano l'immagazzinamento, il recupero, l'aggiornamento e la selezioni di feature geografiche nel database.
Oracle Spatial si compone di:
- Uno schema che indica la sintassi, la semantica e come vengono memorizzati i tipi di dati geometrici supportati;
- Un sistema di indicizzazione spaziale;
- Operatori, funzioni e procedure per eseguire query su aree di interesse, join spaziali e altre operazioni sulle geometrie contenute;
- Funzioni e procedure per utilità e operazioni di configurazione del database;
- Un modello di dati topologico per lavorare con concetti quali nodi, archi ed aree;
- Un modello di dati per rappresentare caratteristiche o oggetti in una rete;
- Una feature GeoRaster per la memorizzazione, indicizzazione, selezione, analisi e consegna di dati GeoRaster.

La componente spaziale di una feature consiste nella rappresentazione geometrica della sua forma in coordinate e viene chiamata geometria.